# Eunidia ghanaensis
Eunidia ghanaensis là một loài bọ cánh cứng trong họ Cerambycidae.